# Orde van de Lelies

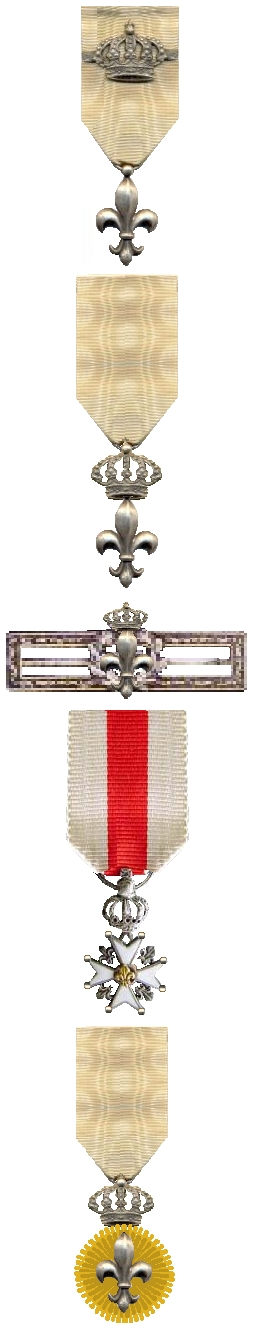
Twee min of meer correct uitgevoerde " Ordres de Lys:, een "agrafe" en daaronder twee uitvoeringen van het type waar de Kanselier zich zo over opwond.

Een Orde van de Lelies (Frans: "Décoration du Lys") heeft nooit bestaan maar door de commandant van de Nationale Garde, de Graaf van Artois was op 26 april 1814 een " Decoratie van de Lelies" (Frans: "Décoration du Lys") ingesteld die in het spraakgebruik van die tijd een "Ridderorde" werd genoemd en in de literatuur en in vele catalogi van veilingen ook nu nog zo wordt genoemd.

## De geschiedenis van de onderscheiding
Karel, Graaf van Artois en na 1820 als Karel X Koning van Frankrijk, bezette op 12 april 1814, terwijl de verslagen en op 4 april door de Franse Senaat afgezette Napoleon I in Fontainebleau talmde met zijn abdicatie, met 600 Nationale Gardisten Parijs.
De Nationale Garde bestond uit vrijwilligers uit de burgerij die door adellijke officieren werden geleid. Zij bezetten een hoofdstad die in een machtsvacuüm verkeerde want de stad wist niet wie zou gaan regeren. De geallieerden aarzelden over de toekomstige staatsvorm van Frankrijk, Napoleon II was vijf jaar oud, de voorlopige regering onder leiding van Joseph Fouché hield alle opties open, voor de wallen stonden 150.000 geallieerde soldaten en kozakken kampeerden op de Champs-Elysées. Door met de Nationale Garde, die vooral onrust wilde voorkomen en de revolutionaire driekleurige kokarde door een witte kokarde, de kleur van de Bourbons, had vervangen, de Franse hoofdstad te bezetten maakte de Graaf van Artois de troonsbestijging van zijn broer mogelijk. Daarom werden alle Parijse gardisten met een onderscheiding beloond. 
De door zijn jongere broer ingestelde decoratie werd op 9 mei 1814 door Lodewijk XVIII officieel erkend maar op 9 maart 1815 door de teruggekeerde Keizer Napoleon I weer afgeschaft en het dragen ervan werd verboden. Napoleons tweede periode als Keizer duurde slechts honderd dagen en na de nederlaag bij Waterloo werd de onderscheiding in een Koninklijke Verordening van 5 februari 1816 opnieuw ingesteld, nu als "Decoratie van de Trouw" (Frans: "Décoration de la Fidélité".

Deze Decoratie van de Trouw werd alléén aan de Parijzenaars verleend en verving hun Decoratie van de Lelies, buiten Parijs was de verlening van de onderscheiding zo chaotisch verlopen dat de Koning wel moest ingrijpen.
 
Allen die in de Parijse garde hun plicht hadden gedaan op 30 maart 1814 en de daaropvolgende dagen kregen, welke rang zij ook bezaten, de Decoratie van de Lelies. Ook de zieken en gewonden in het lazeret werden niet vergeten.

De onderscheiding werd eerst alleen aan de Nationale Garde in Parijs verleend maar de teruggekeerde Bourbons, de Koning, zijn broer de Hertog van Artois, de Hertog van Berry, en de Hertog en Hertogin van Angoulême verleenden honderden van deze onderscheidingen aan ministers en burgemeesters en andere bestuurders in heel Frankrijk. Bij de onderscheiding hoorde een door de Koning getekend diploma maar in de chaotische eerste dagen van de restauratie begonnen velen ook zònder een officiële benoeming het ereteken te dragen.

De lelies verwijzen naar de lelies in het wapen van de Franse Koningen, de "Fleurs de Lys".
Velen noemden zich "Ridder van de Lelies" (Frans: "Chevalier du Lys") een titel waarmee men het prestige van de onderscheiding, en misschien ook het eigen aanzien, wilde vergroten. De Bourbons die een nogal wankele troon in bezit namen konden hun aanhangers niet bruuskeren en lieten dat maar zo al sprak menigeen spottend over de "Compagnons d'Ulysse" in een verwijzing naar de Griekse held Ulysses of Odysseus die 20 jaar rondzwierf voordat hij naar zijn huis en haard kon terugkeren. De Bourbons hadden 22 jaar in ballingschap doorgebracht.

In eerste instantie waren er veel verschillende uitvoeringen van het ereteken; met het portret van de koning, met het portret van Hendrik IV, met één of meerdere lelies en dan waren er uitvoeringen met het kenteken van de Koninklijke Garde en zelfs particuliere uitvoeringen die op de Orde van de Heilige Lodewijk moesten lijken.

De Kanselier van het Legioen van Eer greep pas op 5 mei 1824 in en stelde in een instructie vast dat het "dragen van de decoratie van de lelies tot talloze misstanden leidde", dat de onderscheiding geen simpele lelie aan een wit lint meer was maar dat er een "gekte" rond lintjes, erekruisen en zelfbedachte frutsels (de Kanselier sprak van "fantaisies et caprices") was ontstaan. Men imiteerde, zo stelde hij tot zijn ontzetting vast, uit pure verwaandheid zelfs naar hartenlust Franse en buitenlandse ridderorden. Alleen de oorspronkelijke simpele decoratie mocht nog gedragen worden en al het overige diende te verdwijnen".

Na de Julirevolutie van 1830 en de val van de Bourbons schafte de Burgerkoning op 10 februari 1831 de Decoratie van de Lelies voor de tweede maal af. De Fransen werd gevraagd om decoraties en ridderkruisen met de gehate lelies van de Bourbons niet meer te dragen. In een aantal gevallen werden de lelies van de kruisen verwijderd. 

## Draagwijze
Men droeg de decoratie aan een wit lint, de kleur van de Bourbons die overal het rood-wit-blauw van de Franse Revolutie verving, op de linkerborst. De Garde van Parijs droeg eerst een wit lint, later een lint met een smalle blauwe bies. Na 1815 werd het wapen van Parijs op het lint geborduurd.
De gardes in de 84 departementen kozen zelf uiteindelijk voor tientallen uitvoeringen van het lint.

De veranderende herenmode zorgde voor de behoefte aan eenvoudiger draagtekens voor op de steeds bredere revers van de geklede jas. Zo ontstond de "agrafe" of met witte stof gevoerde gesp met plaats voor miniaturen van de lelie en andere onderscheidingen. De Koning keurde het dragen van dergelijke gespen op 9 mei 1814 goed.